# Marcin Budziński (ciclista)
Marcin Budziński (Opoczno, 24 aprile 1998) è un ciclista su strada, ciclocrossista e mountain biker polacco che corre per il team ATT Investments.

## Palmarès

### Strada
- 2024 (Mazowsze Serce Polski, cinqe vittorie)

GP Slovenian Istria
GP Brda-Collio
Classifica generale Tour of Mersin
3ª tappa Okolo Jižních Čech (Český Krumlov > Horská Kvilda)
Classifica generale Okolo Jižních Čech
- 2025 (ATT Investments, cinque vittorie)

International Rhodes Grand Prix
1ª tappa International Tour of Rhodes (Rodi > Soroni)
GP Brda-Collio
Silesian Classic
2ª tappa Oberösterreich Rundfahrt (Eferding > Ried im Innkreis)

#### Altri successi
- 2022 (HRE Mazowsze Serce Polski)

1ª tappa Belgrado-Banja Luka (Belgrado > Belgrado, cronosquadre)
Classifica scalatori In the footsteps of the Romans
- 2023 (HRE Mazowsze Serce Polski)

3ª tappa Tour of Tai Yuan (Gao Junyu Memorial Hall > Loufan Country City)

### Mountain bike
- 2016

Focus Górale na Start, Cross country Junior (Wałbrzych)

## Piazzamenti

### Competizioni mondiali
- Campionati del mondo su strada

Zurigo 2024 - In linea: ritirato
- Campionati del mondo di mountain bike

Nové Město na Moravě 2016 - Cross country Junior: 58º
Lenzerheide 2018 - Cross country Under-23: 77º

### Competizioni europee
- Campionati europei su strada

Trento 2021 - In linea Elite: ritirato
- Campionati europei di ciclocross

Tábor 2017 - Under-23: 34º
- Campionati europei di mountain bike

Huskvarna 2016 - Staffetta a squadre: 13º
Huskvarna 2016 - Cross country Junior: 34º
Graz-Stattegg 2018 - Cross country Under-23: 44º